# Безім'янка (аеродром)
Безім'янка — експериментальний (випробувальна база) аеродром авіаційного заводу Авиакор в місті Самара. Розташований за 4 км на схід від залізничної станції Безім'янка, Кіровського району Самари, за 12 км на схід від центру міста.
На схід від аеропорту розташовано інший аеропорт — Смишляєвка.
Аеропорт засновано в 1942, перші льотні смуги були з бруківки. Після Другої світової війни авіаційні заводи № 1 і № 18 були евакуйовані в Куйбишев (нині Самара) з Москви і Воронежа. У найкоротші терміни вони відновили виробництво Іл-2.
У другій половині 20-го століття аеропорт був випробувальним полігоном для авіаційних заводів Туполєва, Ільюшина і Антонова.
З 1958 завод № 1 було переорієнтовано на виробництво космічних ракет і штучних супутників, аеропорт розпочав обслуговувати Байконур і Плесецьк, такі послуги продовжується в наші дні. У 1980-х аеропорт використовувався для перевезення компонентів ракети-носія «Енергія» на Байконур на літаку ВМ-Т в рамках підготовки до польоту орбітального корабля Буран. Для цього було подовжено злітно-посадкову смугу до 3600 м
Плани реконструкції аеропорту передбачають будівництво вантажних терміналів, що перетворить його в міжнародний вантажний аеропорт, більший ніж «Курумоч». Аналогічний проєкт було виконано в Ульяновську будівництвом аеропорту Ульяновськ-Восточний на основі випробувального полігону «Авиастар-СП».